# تپه نعلکی
تپه نعلکی مربوط به دوران پیش از تاریخ ایران باستان تا دوران‌های تاریخی پس از اسلام است و در شهرستان فسا، روستای جلیات واقع شده و این اثر در تاریخ ۲۸ دی ۱۳۷۹ با شمارهٔ ثبت ۲۹۵۷ به‌عنوان یکی از آثار ملی ایران به ثبت رسیده است.